# Мурад IV
Мура́д IV (осман. مراد رابع‎ / Murâd-ı râbi‘, тур. Dördüncü Murat) (26/27 июля 1612 — 8 февраля 1640) — семнадцатый султан Османской империи, правивший в 1623—1640 годах.

## Биография

### Происхождение и ранние годы
Шехзаде Мурад родился 26 или 27 июля 1612 года и был предположительно третьим сыном султана Ахмеда I от его любимой наложницы Кёсем-султан.

### В правление Мустафы I и Османа II
Психическое состояние Мустафы I оставалось без улучшений; он снова оказался марионеткой в руках матери Халиме и зятя, великого визиря Кара Давута-паши, который убил Османа II. Мустафа продолжал считать, что Осман жив: султана видели бродившим по дворцу, стучавшимся в двери в поисках племянника, чтобы тот избавил его от бремени власти. Мустафу сравнивали с предшественником, и сравнение это было явно не в пользу султана.
Между тем, в стране под влиянием конфликтов между янычарами и сипахами с последующим мятежом смещённого бейлербея Эрзурума Абазы-паши, желавшего отомстить за убийство Османа II, возникла политическая нестабильность. Власти попытались прекратить конфликт, казнив Кара Давута-пашу, но Абаза-паша не останавливался и в мае 1623 года во главе сорокатысячной армии осадил Анкару. У власти сменилось ещё четверо великих визирей, прежде чем на этот пост был назначен Кеманкеш Кара Али-паша. Духовники и Кара Али уговорили Халиме-султан согласиться на низложение её сына, Мустафы I. Халиме согласилась при условии, что Мустафе сохранят жизнь. Так, 10 сентября 1623 года на османском троне оказался одиннадцатилетний Мурад IV.

### Регентство Кёсем-султан
Поскольку Мурад IV стал султаном в возрасте всего одиннадцати лет, до 1632 года фактически вся власть была в руках его матери валиде Кёсем-султан и её партии. Сама Кёсем официально носила титул регента и правила в течение девяти лет, до тех пор, пока Мурад не взял правление в свои руки, отстранив мать от государственных дел.

### Самостоятельное правление
К 1632 году положение в стране и её столице стало критическим. Бунтовали янычары и другие военные подразделения Стамбула, начались выступления в провинциях империи, многие отряды совершали походы на Стамбул. В самой столице царили бандитизм, грабежи и разбой. Недовольные жители столицы также начинали бунтовать, раздавались требования низложения султана, неспособного навести порядок.
Воспользовавшись смутой, Сефевиды вернули себе Багдад и провинцию Эривань. Восстали крымские татары, захватив в плен так много турок, что их рыночная цена упала до стоимости порции бозы — напитка из перебродившего проса. А промышлявшие мародёрством казаки совершали набеги на Черноморское побережье, проникая в Босфор и угрожая непосредственно пригородам столицы.
То, в чём государство османов нуждалось при данных обстоятельствах — это власть тирана, чтобы обуздать насилие и заставить уважать власть закона. Именно в такого правителя со временем превратился Мурад IV, за что был назван турецким Нероном. По словам Эвлия Челеби, наблюдательного турецкого писателя и путешественника, пользовавшегося покровительством двора, «Мурад был наиболее кровавым из всех османских султанов».
В 1635 году Мурад IV двинулся в поход против Персии. В короткий срок турки овладели Тебризом, Ереваном, Нахичеванью. Однако эти военные успехи были сведены на нет действиями самой турецкой армии, которая до того опустошила захваченные земли, что не могла доставать провиант. Мурад отступил, но в 1638 году ведомая султаном армия турок вновь захватила Багдад. Осада продолжалась почти 40 дней. По легенде, перед решающим штурмом богатырь-перс вызвал на поединок богатыря-турка. Вызов принял Мурад IV и одним ударом меча раскроил голову богатырю-персу. Султан приказал уничтожить весь гарнизон и не жалеть мирных жителей. В результате было вырезано 60 тысяч человек. Поражение вынудило правителя Персии Сефи I заключить с Турцией Зухабский мир 1639 года. Договор положил конец длительному противоборству Османской империи и Сефевидской державы, начавшемуся с Чалдыранской битвы в начале XVI века, и стал одним из величайших достижений турецкого султана Мурада IV. Тем самым в целом была восстановлена линия границы, установленная Амасьинским договором. Границы, установленные Зухабским миром, оставались без изменения в течение почти ста лет, пока держава Сефевидов не пала под нашествием афганцев.
Северные соседи тоже доставляли неприятности. В 1637 году донские казаки, без ведома русского царя, при поддержке 4-тысячного отряда запорожцев, штурмом взяли Азов, начав «Азовское сидение». Момент был выбран удачно. Мурад IV готовился к войне с Персией и пришёл в ярость от этого известия. Он послал в Москву посла с жалобой. Русский царь Михаил Фёдорович был полностью согласен с султаном: «Мы за них не стоим, хотя их воров всех в один час велите побить». Казакам же, приславшим послов с известием о победе, царь попенял за горячность, но велел прислать опись трофеев. Царь, состоявший в мире с турками, официально отмежёвывался, а неофициально посылал деньги и порох.
Мурад IV и его брат Ибрагим на тот момент были единственными представителями династии Османов в мужском колене. Перед смертью султан думал передать османский престол крымскому хану Бахадыру I, так как династия Османов и династия Гиреев состояли между собою в родственных связях благодаря династическим бракам. В итоге Мурад отдал приказ о казни своего брата Ибрагима, но в самый последний момент Кёсем-султан спасла своего безумного сына от смерти.
Мурад IV умер 8 февраля 1640 года. В мирные дни он поощрял строительство мечетей и школ, покровительствовал учёным. Сообщают, что при поддержке Мурада изобретатель Ахмед Челеби первым совершил полёт на крыльях. Султан взялся за модернизацию флота, так как его раздражала Венеция со своим мощным флотом в Эгейском и Средиземном морях и большими доходами от торговли. Мурад IV остался в истории как фигура противоречивая: сильный правитель, наведший в стране порядок, казалось бы, в безвыходной ситуации, расширивший пределы своей державы, но и оставивший о себе память, связанную с казнями, террором, шпионажем, а потому внушавший и современникам и потомкам мистический ужас.

## Семья и дети
Как и о наложницах Османа II, о фаворитках Мурада данных почти нет, поскольку ни одной из них не удалось стать матерью будущего султана. В гаремных записях первой половины правления Мурада IV фигурирует только одно имя — Айше-султан; вполне возможно, Айше была единственной наложницей Мурада или же его единственной хасеки в этот период. К концу правления Мурада в гаремных записях появляется информация о ещё одной любимице падишаха, однако имени её не упоминается. Также, Недждет Сакаоглу в своей книге Bu mülkün kadın sultanları называет фавориткой Мурада IV Санавбер-хатун, дочь некоего Абдюлменнана, вошедшую в гарем султана в 1628 году.
Все сыновья Мурада IV умерли в детстве или младенчестве. Наложницы султана были либо бездетны, либо их дети (не только сыновья, но и дочери) умерли в младенчестве, поскольку матерью двенадцати детей Мурада считается Айше. Всего же Эвлия Челеби упоминает в своих записях о 32 детях Мурада IV.
Сыновья
- шехзаде Ахмед (21 декабря 1627[20] — до 1640[21])
- шехзаде Сулейман (13 февраля 1631[21] или 2 февраля 1633[5][18] — до 1640[21])
- шехзаде Мехмед (август 1633[22] — до 1640[21])
- сын (родился и умер в марте 1634[21])
- шехзаде Алаеддин (26 августа 1635[21][23] — 1636/1637[18] или до 1640[21])
- шехзаде Абдулхамид[18]

Дочери
- дочь (р. 1627) — с 1640 года была замужем за Бейджегизом Мустафой-пашой[21].
- Гевхерхан-султан (январь[21]/февраль 1630[24] — ?)[18]
- Исмихан-султан[25] (? — ок. 1633)[18]
- Хафса-султан[18][21]
- Ханзаде-султан[21] (ок. 1631 — ок. 1675)[18]
- Исмихан Кая-султан (1633—1659)[18] — в августе 1644[21] или сентябре 1648 года[26] вышла замуж за Мелек Ахмеда-пашу, от которого имела двоих дочерей[21].
- Сафие-султан[18] — до 1659 года вышла замуж за Сары Хасана-пашу[27], от которого имела сына Мехмеда Резми (ум. 1719) и дочь Рукие (ум. 1696/1697)[28][21].
- Рукие-султан[21] (ок. 1640—1690[18])
- Эсмехан-султан[21]
- Фатьма-султан[21]
- Рукие-султан (ум. 1716[29]) — с 1663 года была замужем за Мелек Ибрагимом-пашой[29], от которого родила двоих дочерей — Айше (ум. 1717)[30] и Фатьму (ум. 1726/1727)[31][21].
- Айше-султан — до 1655 года вышла замуж за Эрмени Сулеймана-пашу (1607—1687)[21].
- дочь — была замужем за Аммарзаде Мехмедом-пашой[21].

## В культуре
- Мурад стал персонажем трагедии Жана Расина «Баязет» (1672), романа Анны Антоновской «Великий Моурави».
- В фильме «Махпейкер» (2010) роль султана Мурада исполнил Тарык Байрак.
- В турецком телесериале «Великолепный век. Империя Кёсем» роль взрослого Мурада исполнял Метин Акдюльгер[32].
- В фильме Три тысячи лет желаний (2022) роль Мурада IV исполнил Огульджан Арман Услу.